# Erhard Bräunig
Erhard Bräunig (* 17. November 1945; † 7. August 2015 bei Grevesmühlen) war ein deutscher Politiker (SPD) und Mitglied des Landtages in Mecklenburg-Vorpommern von 1998 bis 2001. Er war von 1993 bis 1994 Landrat des Landkreises Grevesmühlen und von 2001 bis 2008 Landrat des Landkreises Nordwestmecklenburg. Von 1975 bis 1977 wurde er als Vorlauf-IM des MfS geführt.

## Leben und Beruf
Bräunig arbeitete als Lehrer für Sport und Staatsbürgerkunde. Nach dem Ausscheiden als Landrat arbeitete er ab dem 1. September 2008 als Sachbearbeiter in der Wirtschaftsfördergesellschaft mbH des Landkreises. Diese auf neun Monate befristete Beschäftigung wurde von der oppositionellen CDU als Vetternwirtschaft kritisiert.
Am 7. August 2015 starb Bräunig im Alter von 69 Jahren bei einem Verkehrsunfall auf der B105 bei Grevesmühlen.

## Politik
Erhard Bräunig war bereits unmittelbar nach 1990 als stellvertretender Landrat im Landkreis Grevesmühlen tätig. Nach seiner Wahl zum Landrat wurden bereits 1993 seine Kontakte zum MfS in den Jahren 1975 und 1977 in der Öffentlichkeit diskutiert. Er hatte zunächst erklärt, „nicht für das MfS“ gearbeitet zu haben. Als er später die Tätigkeit einräumen musste, stellte die SPD einen Abwahl-Antrag gegen den neuen Landrat. Bräunig rechtfertigte sich damit, seine Tätigkeit sei nicht für, sondern gegen das MfS gerichtet gewesen. Mit der Kreisgebietsreform 1994 schied er aus dem Amt als Landrat aus.
Bei der Landtagswahl in Mecklenburg-Vorpommern 1998 wurde er für den Landtagswahlkreis Nordwestmecklenburg I direkt in den Landtag gewählt. Die „Stasi-Kommission“ des Landtags Mecklenburg-Vorpommern kam in ihrem Abschlussbericht im Juni 2001 zu dem Ergebnis, er sei von 1975 bis 1977 ein Vorlauf-IM des MfS gewesen. Die Zusammenarbeit sei allerdings seitens des MfS beendet worden, weil Bräunig sich den Zielpersonen offenbarte. 2001 wurde er als Landrat im Landkreis Nordwestmecklenburg gewählt und schied daher zum 31. August 2001 aus dem Landtag aus.
Die gegen Erhard Bräunig erhobenen Vorwürfe wegen seiner Verbindung zur Stasi waren anschließend auch Gegenstand eines Prüfungsverfahrens anlässlich der Wahl zum Landrat. Der Wahlprüfungsausschuss des Kreistages überprüfte die Stasi-Akte, die 37 Berichte von Erhard Bräunig enthielt. Während die Oppositionsfraktionen bestätigt sahen, dass Erhard Bräunig in Hoyerswerda zwischen 1971 und 1977 Freunde bespitzelt habe, sah die Mehrheit des Kreistages aus SPD und PDS dies anders und bestätigte die Wahl.
Das Verwaltungsgericht Schwerin hielt die Wahl zum Landrat für rechtswidrig. Das Oberverwaltungsgericht hob dieses Urteil im Berufungsverfahren auf.
2008 schied er als Landrat aus und Birgit Hesse wurde seine Nachfolgerin.
Im Juni 2009 wurde Erhard Bräunig zum Bürgermeister der Gemeinde Plüschow gewählt.